# Untitled 1
Untitled #1 (znany też jako Vaka) – singel islandzkiego zespołu Sigur Rós promujący album ( ).
Album wydano w dwóch wersjach – 3" (8 cm) mini-CD oraz standardowej CD wraz z dołączonym DVD zawierającym teledysk wyreżyserowany przez Florię Sigismondi.

## Lista utworów
1. "Untitled #1" – 6:43
2. ścieżka 2 – 4:38
3. ścieżka 3 – 2:47
4. ścieżka 4 – 4:22